# تئو میر
تئو میر (هلندی: Theo Meijer؛ زادهٔ ۱۸ فوریه ۱۹۶۵) جودوکار اهل هلند بود.
وی در مسابقات کشوری و بین‌المللی در مجموع برندهٔ ۱ مدال برنز شده‌است.